# سیمین‌ماهی برکه
سیمین‌ماهی برکه (نام علمی: Hypomesus olidus) نام یک گونه از سرده سیمین‌ماهی‌های شمالی است.